# Ruđer Josip Bošković
Ruđer (Rudjer) Josip Bošković SJ, wł. Ruggiero Giuseppe Boscovich (ur. 18 maja 1711 w Dubrowniku, zm. 13 lutego 1787 w Mediolanie) – chorwacki polihistor pochodzący z Raguzy (wówczas niezależne państwo, obecnie Dubrownik w Chorwacji) i pracujący głównie we Włoszech, znany jako prekursor geometrii nieeuklidesowej i przez to pośrednio teorii względności, członek zagraniczny Akademii Stanisława w Nancy od 1761 roku.

## Życiorys

### Młodość

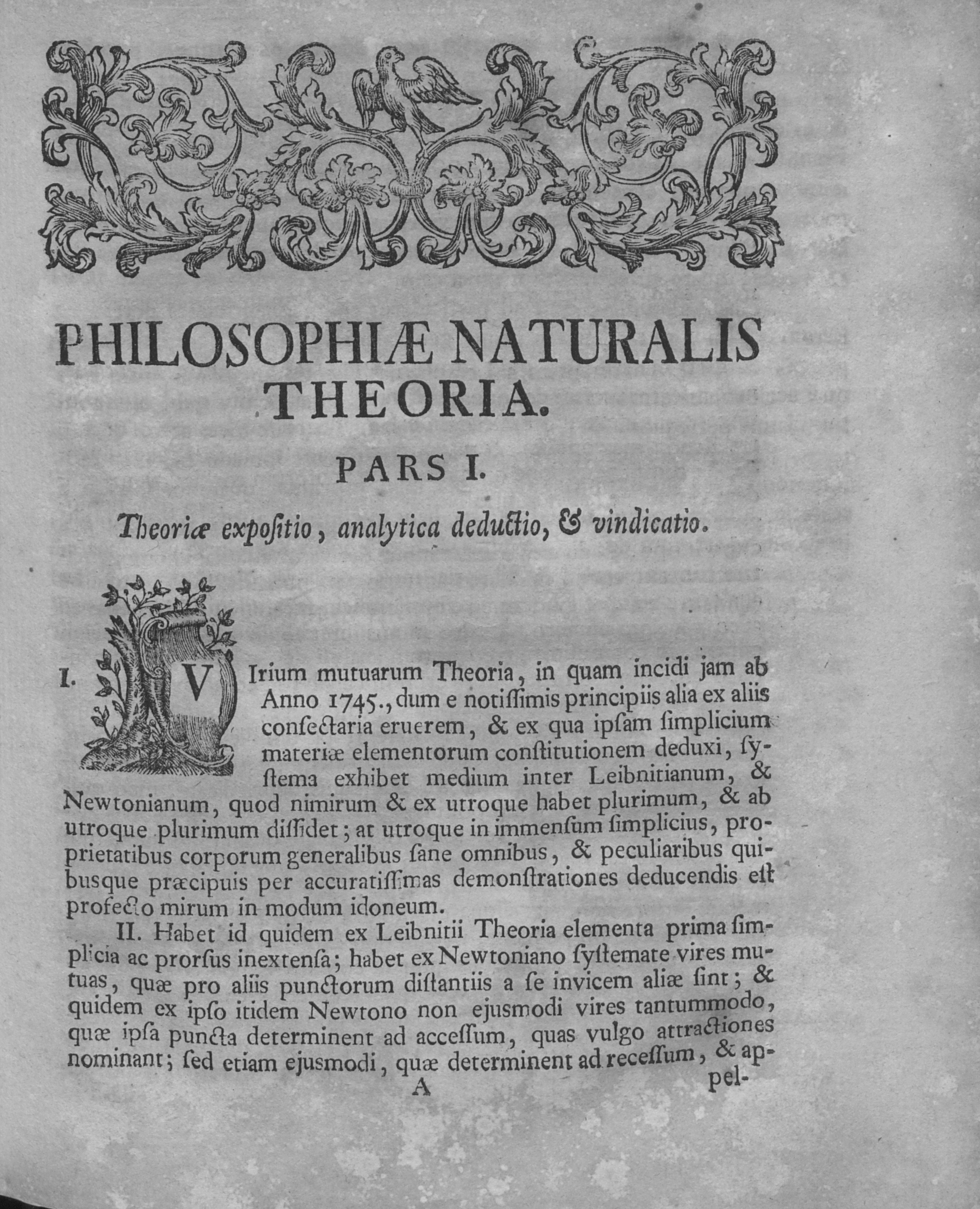
Philosophiae naturalis theoria, 1758

Boscovich urodził się w Dubrowniku jako siódme dziecko Paoli Bettera, z bogatej rodziny handlowców Bettera, i ojca Mikołaja Boszkowicia, handlowca rodem z Orahowego Dołu. Szkołę podstawową ukończył w Dubrowniku, a w wieku lat 15 wyjechał do Rzymu, gdzie wstąpił do jezuickiego Collegium Romanum. Studiował tam astronomię, matematykę i teologię. W 1728 wstąpił do zakonu jezuitów. W 1736 opublikował rozprawę o plamach na Słońcu, które opisał jako zakłócenia fotosfery, występujące w cyklu 11-letnim.

### Życie i praca we Włoszech
W 1732 roku ukończył filozofię, a niedługo potem również teologię, po czym przyjął święcenia kapłańskie. W 1740 został profesorem matematyki w Collegium Romanum. Został naukowym doradcą Watykanu. Tworzył obserwatorium astronomiczne, zakładał istnienie innych układów planetarnych. W 1764 przeniósł się na uniwersytet w Pawii, a w 1770 do Mediolanu.

### Podróże
Jeździł po Europie, prowadził wykopaliska w Hisarlık. Dotarł do Wielkiej Brytanii, gdzie w 1760 został członkiem Towarzystwa Królewskiego. Prowadził korespondencję z Samuelem Johnsonem i Wolterem. W 1769 roku miał kierować wyprawą do Kalifornii, żeby obserwować przejście Wenus na tle tarczy słonecznej, ale ofertę wycofano z powodu nieprzychylnego nastawienia Hiszpanów do jezuitów. Kiedy w 1773 roku zakon został rozwiązany, astronom przyjął zaproszenie króla Francji Ludwika XV i osiadł w Paryżu, gdzie kierował instytutem instrumentów optycznych. W 1783 wrócił do Włoch, gdzie w prowincji Vicenza zajmował się edycją swoich prac. Umarł w wieku 76 lat w Mediolanie.

## Filozofia i filologia
Był zwolennikiem atomizmu i dynamizmu w filozofii przyrody. Napisał wiele wierszy okolicznościowych oraz poemat De Solis at Lunae defectibus (O zaćmieniach Słońca oraz Księżyca, 1760).